# Гюнсберг
Гюнсберг (нім. Günsberg) — громада  в Швейцарії в кантоні Золотурн, округ Леберн.

## Географія
Громада розташована на відстані близько 36 км на північ від Берна, 7 км на північний схід від Золотурна.
Гюнсберг має площу 5,3 км², з яких на 10,4% дозволяється будівництво (житлове та будівництво доріг), 46,6% використовуються в сільськогосподарських цілях, 42,1% зайнято лісами, 0,9% не є продуктивними (річки, льодовики або гори).

## Демографія
2019 року в громаді мешкало 1176 осіб (+2,7% порівняно з 2010 роком), іноземців було 8,7%. Густота населення становила 224 осіб/км².
За віковим діапазоном населення розподілялося таким чином: 19% — особи молодші 20 років, 60,6% — особи у віці 20—64 років, 20,4% — особи у віці 65 років та старші. Було 526 помешкань (у середньому 2,2 особи в помешканні).
Із загальної кількості 205 працюючих 33 було зайнятих в первинному секторі, 64 — в обробній промисловості, 108 — в галузі послуг.